# Castle Haven (Ackergill Tower)
Castle Haven ist eine kleine Bucht, rund vier Kilometer nordwestlich von Wick in Schottland. Sie liegt unmittelbar nördlich der Burg Ackergill Tower und bietet deren Bewohnern einen natürlichen Hafen an der ansonsten durch Sandstrände geprägten Küste der zur Nordsee zählenden Sinclair´s Bay.
Der landwärtige Teil liegt in der Council Area Highland und zählt zur Community Council Area Sinclairs Bay. Rund drei Kilometer östlich, angrenzend an die Doppelburg Girnigoe and Sinclair Castles, liegt eine weitere Bucht gleichen Namens.